# Campanha da Cordilheira
A Campanha da Cordilheira (1869-1870) foi a quinta e última fase da ofensiva brasileira contra o Paraguai, liderada por Gastão de Orléans, genro  de Pedro II, para derrotar o restante das tropas lealistas paraguaias e capturar vivo ou morto o presidente Solano López, entre o período de julho de 1869 a 1 de março de 1870.
Após a ocupação de Assunção pela Tríplice Aliança, o presidente Francisco Solano López retirou-se para o interior do país, perseguido pelas forças brasileiras. O exército paraguaio foi destruído em uma série de batalhas, como a Batalha de Campo Grande e o Combate de Cerro Corá; e idosos e crianças foram vítimas, mas continuaram sua jornada seguindo López, cada vez mais com a falta de armas e alimentos, ao ponto de que milhares deles morreram de fome.
No dia 1 de março de 1870, López foi atacado e morto pelas tropas brasileiras no Combate de Cerro Corá.

## Antecedentes
A Guerra do Paraguai aconteceu de 1864 a 1870 entre o Paraguai, Brasil e Argentina por decorrência da participação desses países na guerra civil do Uruguai.
Em 1862, morreu o presidente do Paraguai Carlos Antonio López, que foi substituído por seu filho Francisco Solano López. López tentou intimidar Pedro II a não intervir no Uruguai, porém este simplesmente ignorou as ameaças paraguaias. Em 12 de novembro de 1864, as autoridades paraguaias aprisionaram o vapor brasileiro Marquês de Olinda, e em dezembro as tropas de López invadiram Mato Grosso e em dois meses parte desse território foi ocupado por forças paraguaias. Em abril de 1865, López atacou Corrientes e Entre Rios, províncias argentinas até então aliadas do Paraguai.
No dia 1 de maio de 1865 foi assinado em Buenos Aires o Tratado  da Tríplice Aliança, o qual determinava que a paz só seria negociada se Solano López fosse deposto; e também que o Paraguai pagaria os prejuízos decorrentes da guerra.

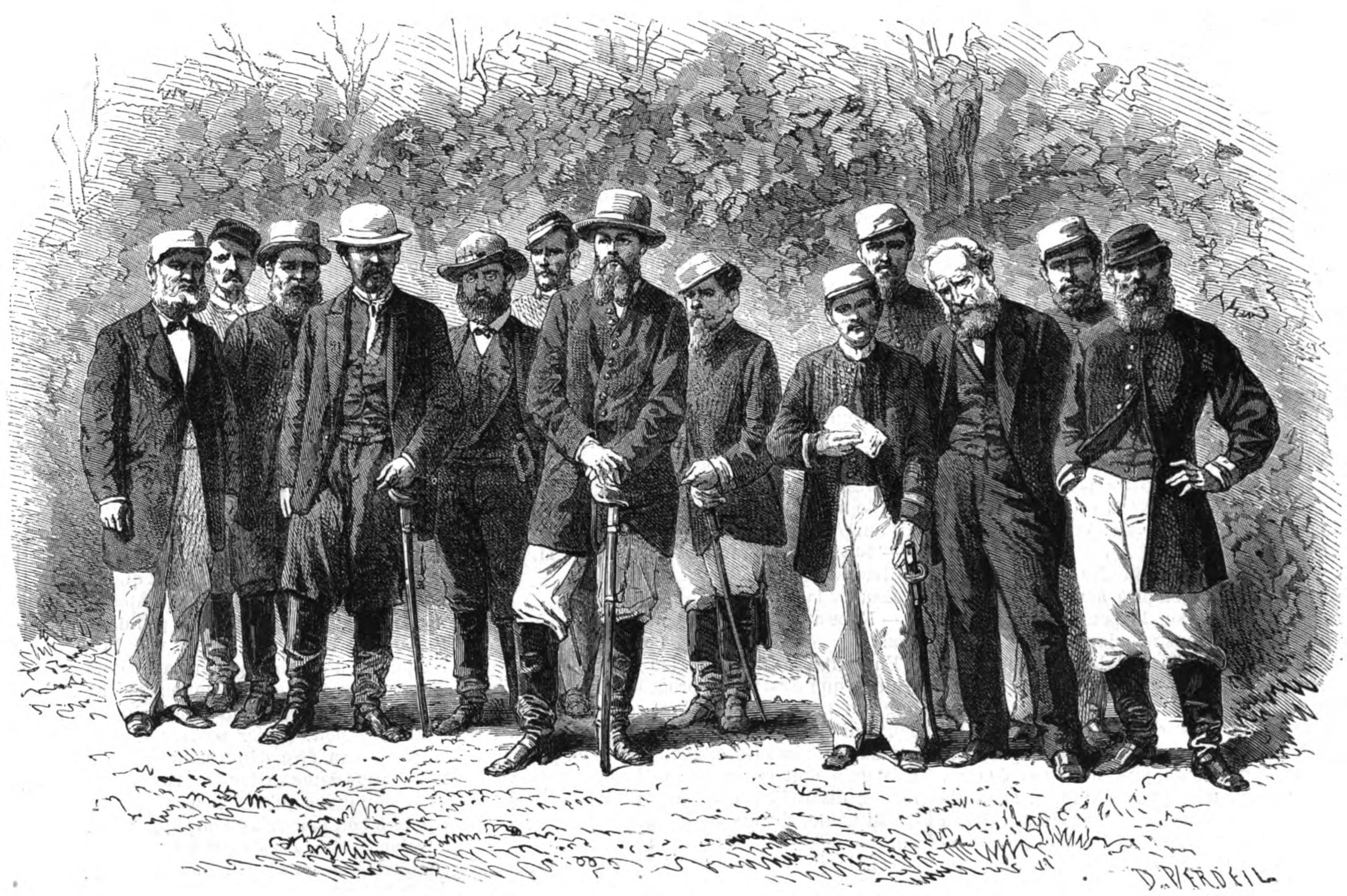
O Conde D'Eu, e o seu estado-maior na Vila do Rosário (Paraguai), em 13 de janeiro de 1870 (D. Verdeil, L'Illustration, 1870).

Em 1869, assim que as tropas brasileiras tomaram Assunção, Duque de Caxias, alegando estar doente, deu a guerra como encerrada e abandonou a busca por Solano López. O Estado conferiu-lhe o Grão-Colar da Ordem de Pedro I e o título de Duque. A partir de 22 de março de 1869, o genro do imperador Dom Pedro II, Luís Filipe Gastão de Orléans, Conde d'Eu, entra na Guerra do Paraguai para capturar Solano. O marido da Princesa Isabel possuía experiência militar, já que foi enviado como oficial subalterno da campanha espanhola na Guerra do Marrocos.
No dia 30 de março, o conde embarcou no vapor Alice e chegou em Assunção no dia 14 de abril. As forças brasileiras estavam acampadas em sua maioria na cidade de Luque e nos arredores, a uma légua de distância de cada base. Em Assunção havia 2 748 soldados, 1 588 em Humaitá, 2 044 em Rosário e 1 300 no Aguapehy. Além disso, acrescentam-se 4 mil argentinos, 600 orientais contra 500 paraguaios.

## A campanha

### Batalha de Campo Grande

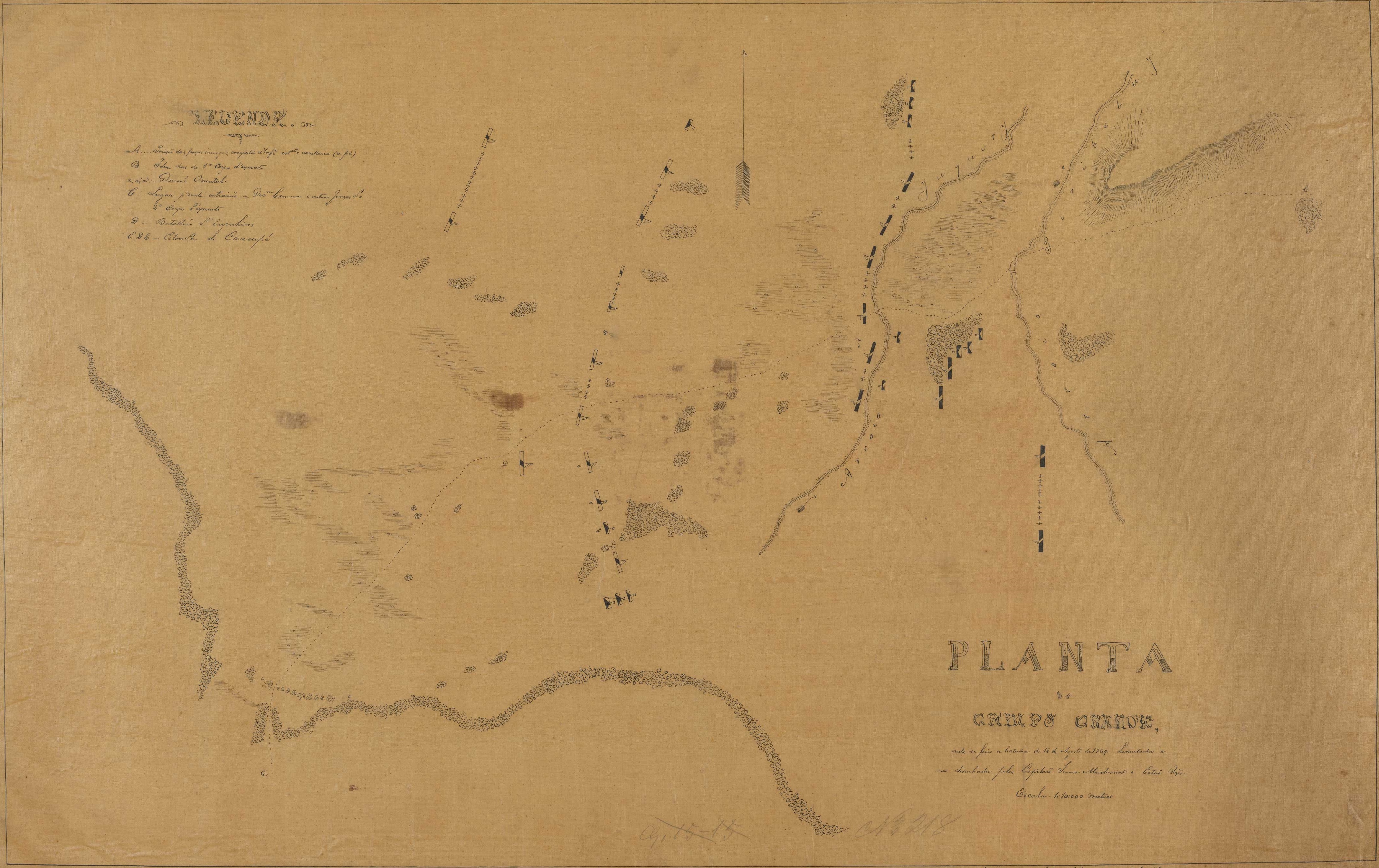
Planta do Campo Grande, onde foi travada a batalha de 16 de agosto de 1869.

Gastão então marchou para o interior paraguaio em busca de Solano, para que pudesse finalmente capturar o ditador paraguaio, a primeira grande batalha foi a Batalha de Campo Grande, ou Batalha das Crianças, que aconteceu em 16 de agosto de 1869.  Crianças combatentes do exército paraguaio atrasariam as tropas brasileiras, enquanto o marechal Solano López se deslocaria com segurança em direção a Cerro Corá.
O conflito aconteceu pela manhã em um campo aberto coberto de ervas daninhas. O general Bernardino Caballero com seus quinhentos soldados do VI Batalhão de Veteranos, reuniu os três mil e quinhentos filhos e esperou o ataque. A armada paraguaia sofreu o ataque brasileiro no norte, leste, sul e  oeste pelas forças comandadas pelo Conde D'Eu.  Em uma proporção de cinco brasileiros para um paraguaia, a batalha durou até a noite.

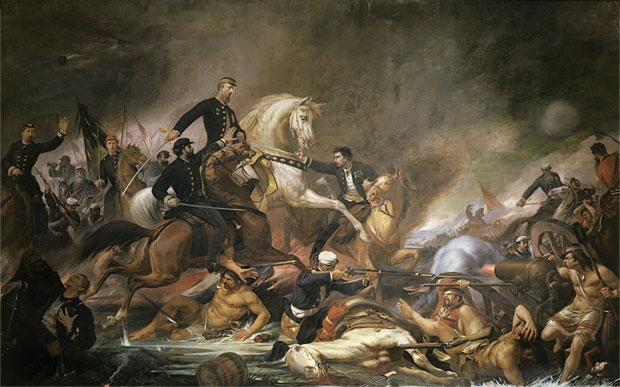
Batalha de Campo Grande (Pedro Américo).

Solano López enviou 500 veteranos e 3,5 mil crianças usando barbas faldas e idosos que não conseguiam segurar direito um rifle ou um fuzil, sem contar das mulheres mães das crianças; os 20 mil soldados da Tríplice Aliança, então, atacaram os paraguaios pensando ser um exército profissional, ao perceber se tratar de um exército formado por crianças, mulheres e idosas que não sabiam atirar, já era tarde demais e o massacre já estava feito. Com o massacre já realizado, o ódio entre os brasileiros contra López aumentou cada vez mais e com isto, marcharam ainda mais motivados durante a campanha.
Alfredo Maria Adriano d'Escragnolle Taunay, o Visconde de Taunay (1843 - 1899), participou da Guerra do Paraguai no período de 1864 a 1870 como engenheiro militar. Também é conhecido como escrito, professor e historiador. Lançou o livro A Campanha da Cordilheira ao qual narra os episódios da Campanha da Cordilheira, quando foi o secretário do Estado-Maior do Príncipe Conde d'Eu. O autor também ficou conhecido como um dos fundadores da Academia Brasileira de Letras
O Visconde registrou no Diário do Exército que muitas crianças lutavam e quando eram derrotadas, largavam as armas, abaixavam a cabeça e "esticavam o pescoço à espera do golpe das pesadas espadas". Esta cena foi omitida das pinturas oficiais das batalhas de Campo Grande e Avahí, pois comprometia o heroísmo do exército brasileiro.
Confira trecho em que Taunay descreve o que presenciou da Batalha do Campo Grande:
"Nesse mesmo dia 16 de agosto dirigia com muito acerto, calma e proveito, a batalha do Campo Grande como bom general tático, digno da confiança atendendo a tempo e hora a todas as peripécias da ação, que foi longa ebastante renhida. Do seguinte modo se travou aquela batalha: Às 6 horas e um quarto da manhã começamos a marcha encontrando de um lado e doutro da picada, um tanto estreita em que se metera o exército, inúmeras mulheres e crianças, no mais completo, ou antes, pavoroso estado de miséria, magreza e nudez. Todas nos saudavam com indiferença ou melancólica alegria, como que desenganadas de poderem ver o termo das imensas desgraças que, de há cinco anos, as acabrunhavam. Achava eu muita graça na invariável resposta que davam à pergunta: “Como vão?” “Sin novedad, señores!” elas, pobrezinhas! Que tinham vivido e ainda viviam no meio das maiores e mais horrorosas novidades da guerra!"

### Crimes de guerra

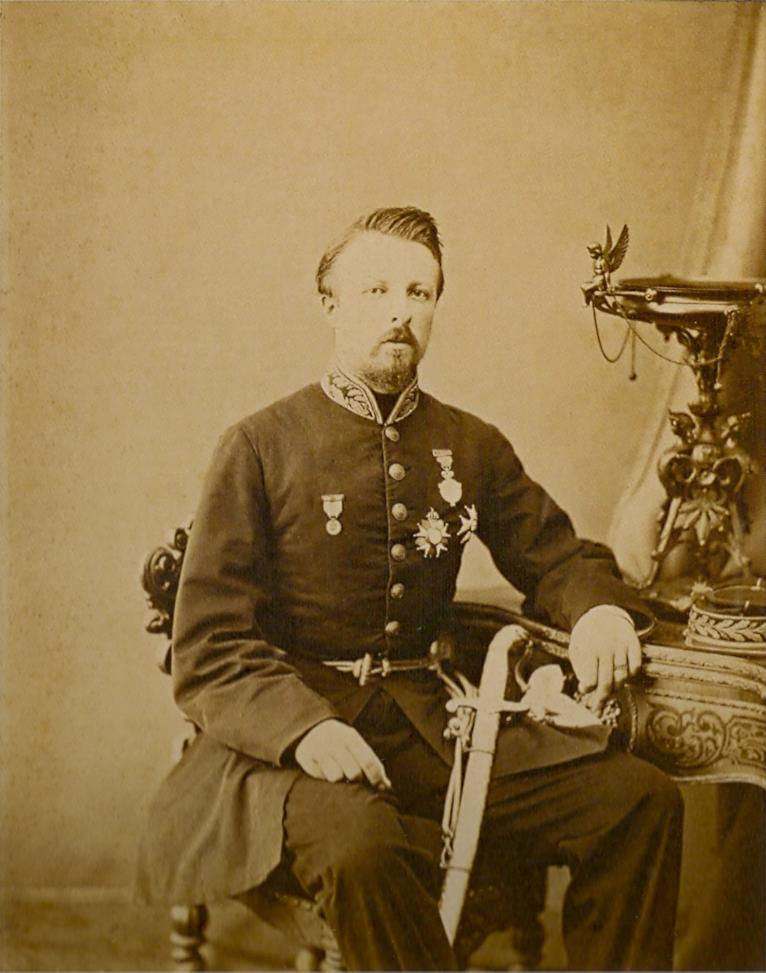
Gastão de Orleans, Conde d'Eu, aos vinte e oito anos de idade (1870).

Gastão de Orleans, conhecido como Conde d'Eu, é considerado um dos que mais cometeram crimes de guerra de todos os tempos. Ordenou que cadáveres com coléra fossem jogados no Paraná. Contaminava prisioneiros paraguaios com a bactéria da varíola e depois o soltava para que contagiasse o inimigo; ou que soldados brasileiros contaminados fossem capturados pelas tropas de Solano Lopez.  Na batalha de Acosta Ñu, o Conde matou um exército de crianças de 6 a 14 anos e quando as mães foram recolher os corpos, ordenou que a área fosse incendiada. Os crimes também erram cometidos pela polícia:

Em 12 de julho de 1869, o Cônsul do Brasil em Assunção enviou ao comandante em chefe cópia do trecho de uma exposição que lhe fora dirigida pelo súdito francês Léon Caron, denunciando fatos de violência, desapropriações de casas e extorsões praticas pela polícia brasileira em Assunção"(DOURADO, 2010).
Entre junho e agosto de 1869, uma testemunha ocular calculou que 100 000 homens, mulheres e crianças paraguaios tivessem morrido por doenças e fome durantes os dois meses da campanha da Cordilheira, equivalente a quase um quarto da população do Paraguai antes da guerra. O exército sofreu mais de 6 000 baixas na mesma época. Ao final da guerra, estipula-se que o Paraguai teve baixas entre 800 mil a 1,3 milhão de pessoas.
A pena de morte foi implementada na Guerra do Paraguai pela Justiça Militar. D. Pedro II era contra a medida e conseguiu alterar 30 das 35 condenações à morte no período entre outubro de 1867 a julho de 1870. O General Caxias considerava a pena como modo de disciplinar as tropas em combate, dessa forma não considerou positivo o posicionamento do Imperador. O general General Evangelista de Castro Dionísio Cerqueira narra em seu livro Reminiscências da Campanha do Paraguai: 1865-1870 os castigos abusivos dos superiores para com os soldados, em relação à pena de morte:

Dois outros casos de pena de morte foram registrados por Cerqueira que se “sentia horrorizado ainda hoje”: em São Fernando, no Tebiquary e em Caraguatay, nas Cordilheiras. O primeiro, foi aplicado a um praça de artilharia, que ousou puxar da espada contra o General Osório, que já era o ídolo do Exército; foi morto a “vergastada”, que era a morte através de açoites de uma vara fina. O segundo, um soldado apanhou até morrer por ter matado um velho paraguaio par roubar “um carneirinho que ele criava”. Cerqueira não registra se houve inquéritos sobre esses crimes e que os comandantes em chefe mandavam fazer essas execuções para exemplo, aliás, não foram bons exemplos porque “logo os imitaram outros comandantes, que excederam muitas vezes o limite regulamentar do castigo corporal.”(CERQUEIRA, 1929:61).
Além da violência, destaca-se a questão da fome, a falta de indumentárias, medicamentos e a contágio de doenças, como a varíola, cólera e malária. Em seu livro Invasão paraguaia na fronteira brasileira do Uruguai (página 19. Porto Alegre: Instituto Estadual do livro, 1980), o Cônego João Pedro Gay, testemunha ocular da guerra, relatou a invasão paraguaia e os desafios de sobreviver na guerra:
Sofria de fome, porque passou bastante tempo sem farinha, sem erva-mate, sem fumo, e várias vezes sem carne; e de frio e de nudez, porque aquele tempo a estação invernosa cresceu de intensidade, caíram chuvas em abundância, o fria fez-se sentir mais, e nossos soldados em geral não tinham fardamentos, nem soldos para comprar roupas para com que se cobrir

## Batalha de Cerro Corá

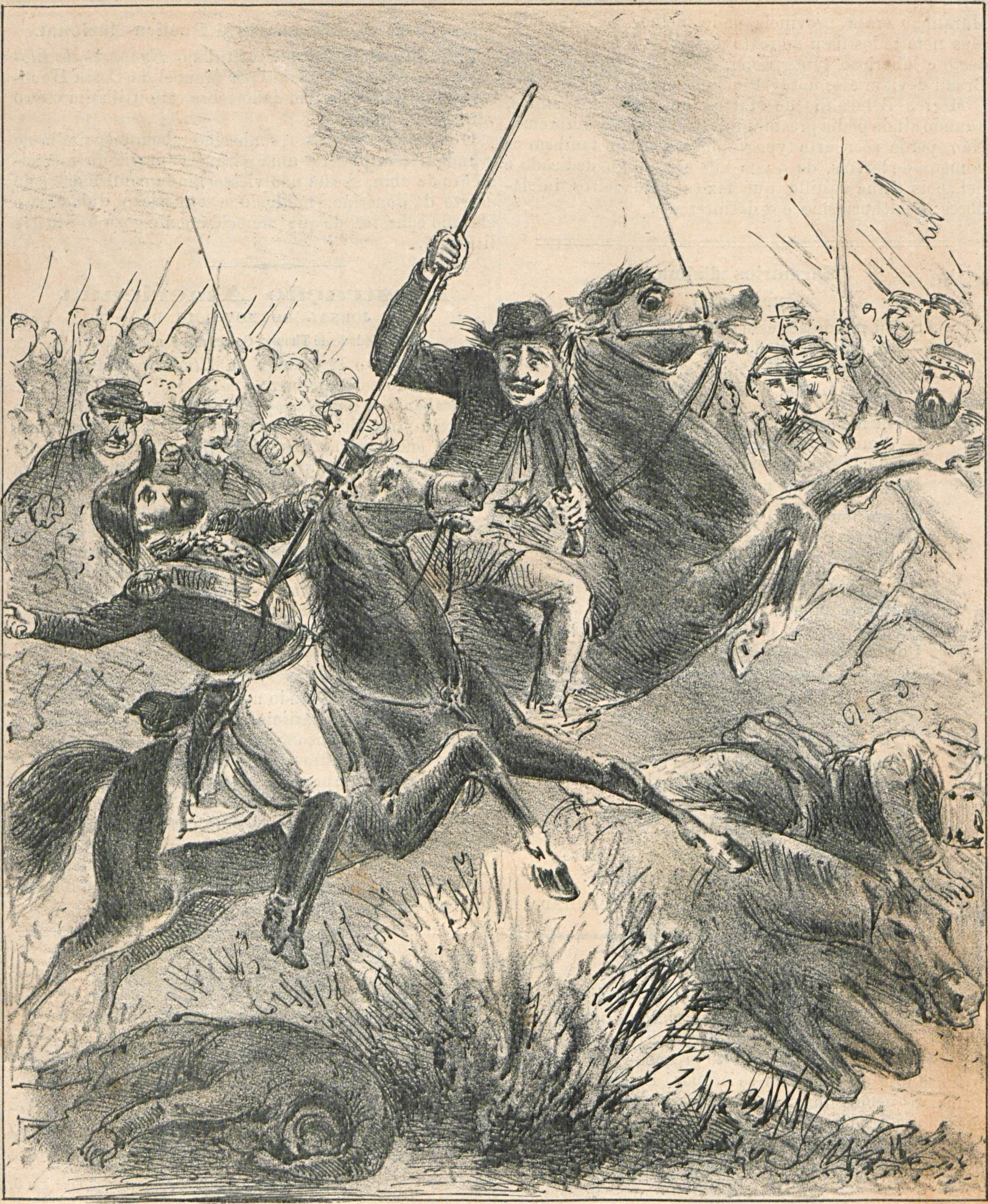
Chico Diabo fere com uma lança o ditador paraguaio Solano López durante a batalha de Cerro Corá (Semana Illustrada, nº 485, 27/03/1870).

O marechal Solano López estabeleceu o dia 1º  março de 1870 para a comemoração do casamento de sua filha Rosita com o coronel Juan Crisóstomo Centurion. Mas, as tropas brasileiras encontraram o exército paraguaio em Cerro Corá, no norte do Paraguai em fronteira com o Brasil. Foram 2 600 brasileiros bem armados contra 409 paraguaios.
Ao perceber o ataque, López pede para que Elisa Alícia Lynch e seus filhos, com exceção de seus filho Panchito e sua mãe Juana Pabla, que fossem para os arredores do quartel general. Enquanto ele saiu em direção ao rio Aquidabán com Panchito e meia dúzia de pessoas.

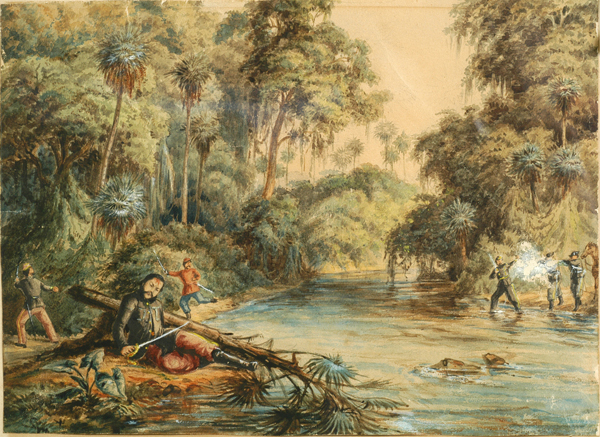
Morte de López às margens do Rio Aquidabán.

Solano López foi ferido pela lança do cabo Chico Diabo e um sabre na testa. Auxiliado por um soldado, ele chega no rio Aquidabán, onde foi encontrado pelas tropas comandadas pelo general José Antônio Correia da Câmara, que pediu a ele que se rendesse. Solano se recusou e ainda com a espada na mão tentou se defender, um cabo atirou na coração dele, que acabou falecendo. O filho do presidente, Panchito, foi morto por soldados enquanto fugia com sua mãe, Elisa Alícia Lynch. Desta forma, chegava ao fim a Guerra do Paraguai. Este episódio ficou conhecido como Batalha de Cerro Corá.
Após a morte de Solano López, o exército paraguaio se dividiu: uma parte se rendeu em 4 de março em Panadero às forças brasileiras, mas em sua maioria foram massacrados. A outra parte foi em busca de gado e mantimentos, contudo foram alcançados nas proximidades do rio Apa em 8 de março.

## Representações artísticas

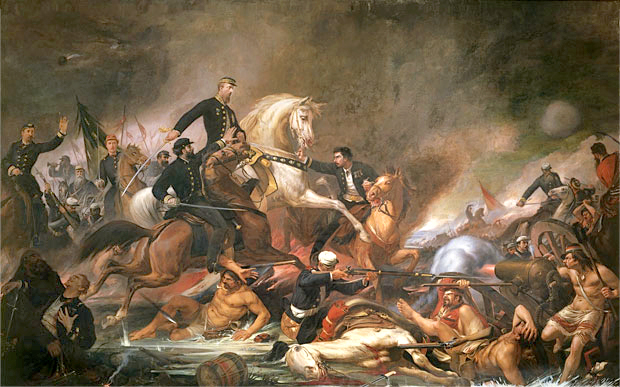
Batalha de Campo Grande (óleo sobre tela de Pedro Américo).

No óleo sobre tela de 332 por 530 cm, localizado no Museu Imperial no Rio de Janeiro, a  "Batalha de Campo Grande, 1871" do pintor Pedro Américo escolhe a batalha final da guerra, que aconteceu em 16 de agosto de 1869. A cena ilustra o momento que os paraguaios, após a perseguição, contra-atacam colocando em risco a vida do Conde d'Eu; um ajudante procura proteger o comandante segurando as rédeas do cavalo O pintor procurou por fatos críveis sobre o episódio, pois queria retratar o que realmente aconteceu pelo ponto de vista dos "três ou quatro principais senhores do estado-maior de Sua Alteza o Conde d'Eu com seus respectivos uniformes", disse Pedro Américo em carta .
Os capitães Taunay, Castro e Almeida Torres responderam o pedido do artista. Almeida Torres mencionou em carta que seria difícil entrar os retratos das pessoas que participaram da Batalha, e recomendou que o pintor indicou fotógrafos que vendiam imagens dos heróis da guerra e de personalidades da Corte no Rio de Janeiro. Para descrever o major Moraes, Torres recorreu à descrição: "...barbas brancas compridas, feições regulares, nariz pequeno, bem como os olhos, bigode espesso, também parelho. É homem de estatura maior que meia, cheio de corpo”.
Pedro Americo escolhe a cena da última grande batalha da guerra, ocorrida em 16 de agosto de 1869, quando os paraguaios, após sofrerem perseguição, contra-atacam, colocando em perigo a vida do Conde d’Eu (Taunay, 1926, 198-199). O pintor representa o momento preciso em que um ajudante-de-ordens procura protegê-lo, segurando-lhe as rédeas do cavalo; impedindo-o de prosseguir.
Outra obra feita pelo pintor foi a "Batalha do Avaí", óleo sobre tela feita por volta de 1872 a 1877. Encomendada pelo Império, a obra dividiu o público na época: alguns se impressionaram com a grandeza dos detalhes, outros criticaram a violência do conflito, onde havia diversos paraguaios mortos no chão do combate. Os soldados negros foram representados de maneira heroica no quadro no contexto em que o movimento abolicionista começou a eclodir.
O pintor Adolfo Methfessel retratou a morte de Solano López na  obra "Morte de Francisco Solano López no Rio Aquidabán, Batalha de Cerro Corá" em 1870.

## Curiosidades
O Dias das Crianças no Paraguai é celebrado no dia 16 de agosto, por causa das crianças que perderam suas vidas na Batalha de Campo Grande.

## Material complementar
- A Última Guerra do Prata, TV Escola, 2014.